# لبنان (إنديانا)
لبنان (بالإنجليزية: Lebanon, Indiana)‏ هي مدينة تقع في الولايات المتحدة في Boone County. يقدر عدد سكانها بـ 15,792 نسمة ومساحتها 40.35 كم2 وترتفع عن سطح البحر 286 متر.

## التركيبة السكانية
قام مكتب تعداد الولايات المتحدة بتحديد بيانات التركيبة السكانية للبنان في تعداد الولايات المتحدة. في ما يلي، التركيبة السكانية حسب تعدادي 2000 و2010.

### تعداد عام 2000
بلغ عدد سكان لبنان 14,222 نسمة بحسب تعداد عام 2000، وبلغ عدد الأسر 5,834 أسرة وعدد العائلات 3,780 عائلة مقيمة في المدينة. في حين سجلت الكثافة السكانية 1,952.9 نسمة لكل ميل مربع (754.0/كم2). وبلغ عدد الوحدات السكنية 6,202 وحدة بمتوسط كثافة قدره 851.6 نسمة لكل ميل مربع (328.8/كم2).
وتوزع التركيب العرقي للمدينة بنسبة 97.67% من البيض و 0.39% من الأمريكيين الأصليين و 0.37% من الأمريكيين ذوي الأصول الآسيوية و 0.33% من الأمريكيين الأفارقة و 0.65% من عرقين مختلطين أو أكثر.
بلغ عدد الأسر 5,834 أسرة كانت نسبة 32.7% منها لديها أطفال تحت سن الثامنة عشر تعيش معهم، وبلغت نسبة الأزواج القاطنين مع بعضهم البعض 50.5% من أصل المجموع الكلي للأسر، ونسبة 10.9% من الأسر كان لديها معيلات من الإناث دون وجود شريك، وكانت نسبة 35.2% من غير العائلات. تألفت نسبة 29.9% من أصل جميع الأسر من أفراد ونسبة 11.8% كانوا يعيش معهم شخص وحيد يبلغ من العمر 65 عاماً فما فوق. وبلغ متوسط حجم الأسرة المعيشية 2.99، أما متوسط حجم العائلات فبلغ 2.40.
بلغ العمر الوسطي للسكان 34 عاماً. وكانت نسبة 26.7% من القاطنين تحت سن الثامنة عشر، وكانت نسبة 9.0% بين الثامنة عشر والأربعة وعشرون عاماً، ونسبة 30.8% كانت واقعةً في الفئة العمرية ما بين الخامسة والعشرون حتى والأربعة وأربعون عاماً، ونسبة 19.9% كانت ما بين الخامسة والأربعون حتى الرابعة والستون، ونسبة 13.7% كانت ضمن فئة الخامسة والستون عاماً فما فوق. يوجد لكل 100 أنثى 91.2 ذكر، ويوجد لكل 100 أنثى في الثامنة عشر من عمرها فما فوق 85.8 ذكر.
بلغ متوسط دخل الأسرة في المدينة 37,791 دولار، أما متوسط دخل العائلة فبلغ 47,769 دولار. وكان متوسط دخل الذكور 35,614 دولار مقابل 22,791 دولار للإناث. وسجل دخل الفرد الخاص بالمدينة 18,245 دولار. وكانت نسبة 4.4% من العائلات ونسبة 7.1% من السكان تحت خط الفقر، وكان من هؤلاء نسبة 6.4% تحت سن الثامنة عشر ونسبة 10.6% في الخامسة والستين من العمر وما فوق.

### تعداد عام 2010
بلغ عدد سكان لبنان 15,792 نسمة بحسب تعداد عام 2010، وبلغ عدد الأسر 6,433 أسرة وعدد العائلات 4,049 عائلة مقيمة في المدينة. في حين سجلت الكثافة السكانية 1,014.9 نسمة لكل ميل مربع (391.9/كم2). وبلغ عدد الوحدات السكنية 7,057 وحدة بمتوسط كثافة قدره 453.5 لكل ميل مربع (175.1/كم2).
وتوزع التركيب العرقي للمدينة بنسبة 96.1% من البيض و 0.2% من الأمريكيين الأصليين و 0.6% من الأمريكيين ذوي الأصول الآسيوية و 0.5% من الأمريكيين الأفارقة و 1.5% من عرقين مختلطين أو أكثر.
بلغ عدد الأسر 6,433 أسرة كانت نسبة 32.6% منها لديها أطفال تحت سن الثامنة عشر تعيش معهم، وبلغت نسبة الأزواج القاطنين مع بعضهم البعض 46.0% من أصل المجموع الكلي للأسر، ونسبة 11.8% من الأسر كان لديها معيلات من الإناث دون وجود شريك، بينما كانت نسبة 5.2% من الأسر لديها معيلون من الذكور دون وجود شريكة وكانت نسبة 37.1% من غير العائلات. تألفت نسبة 30.9% من أصل جميع الأسر من أفراد ونسبة 11.8% كانوا يعيش معهم شخص وحيد يبلغ من العمر 65 عاماً فما فوق. وبلغ متوسط حجم الأسرة المعيشية 2.97، أما متوسط حجم العائلات فبلغ 2.38.
بلغ العمر الوسطي للسكان 37.5 عاماً. وكانت نسبة 24.5% من القاطنين تحت سن الثامنة عشر، وكانت نسبة 8.5% بين الثامنة عشر والأربعة وعشرون عاماً، ونسبة 26.8% كانت واقعةً في الفئة العمرية ما بين الخامسة والعشرون حتى والأربعة وأربعون عاماً، ونسبة 25.6% كانت ما بين الخامسة والأربعون حتى الرابعة والستون، ونسبة 14.7% كانت ضمن فئة الخامسة والستون عاماً فما فوق. وتوزع التركيب الجنسي للسكان بنسبة 48.0% ذكور و52.0% إناث.